# Utako Shimoda
Utako Shimoda (下田 歌子 Shimoda Utako?, September 30, 1854 – October 8, 1936) fue una educadora, poetisa y activista por los derechos de las mujeres -aunque se opuso al sufragio femenino- japonesa del periodo Meiji y Taishō. Nacida en Ena, Gifu, fue fundadora de diversas organizaciones dedicadas a la educación entre ellas en 1899 la escuela de mujeres que se convertiría en 1949 en la actual Universidad de Mujeres Jissen. Está considerada como una de las mujeres más influyentes de Asia. 

## Biografía

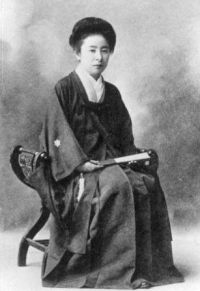
Shimoda Utako en hifu y hakama; también fue una defensora de la reforma del vestido.

Utako Shimoda nació en una familia de samuráis como Seki Hirao, en Iwakara, en la prefectura de Gifu. Durante los primeros 6 o 7 años de su vida fue hija única y estudió los clásicos confucianos; se dice que leyó todos los libros chinos y japoneses que tenían sus padres. Su padre y su abuelo eran eruditos confucianos.  En el período previo a la Restauración Meiji, la familia Hirao estaba firmemente del lado del Emperador, y cuando cayó el shogunato, el padre de Utako ocupó un puesto destacado en Tokio, donde la familia se mudó en 1870, cuando Utako Shimoda tenía unos 16 años.
Trabajó como dama de compañía de la emperatriz Shōken entre 1871 y 1879. Seki tenía una buena educación y era reconocida como una excelente poeta, hasta el punto en que la emperatriz le cambió el nombre a Utako (poema infantil). Como resultado, ella subió de rango. En la corte, asistió a lecciones y conferencias, incluido el aprendizaje del francés. En 1875, comenzó a trabajar en las obras educativas de la emperatriz. Formó conexiones con líderes políticos como Itō Hirobumi, Yamagata Aritomo e Inoue Kaoru.
En noviembre de 1879, renunció a la corte para casarse con el espadachín Takeo Shimoda, a petición de su familia. Él sufría de alcoholismo y una grave dolencia estomacal, y ella pasaba gran parte de su tiempo cuidándolo. Motivada por los apremios de sus contactos en la corte, que pedían una escuela para sus hijas, y por la necesidad económica, en 1881 Utako abrió su casa como escuela privada para niñas mayores de 10 años. Enseñó poesía y clásicos chinos a las esposas de varios exfuncionarios samuráis. Ella interrumpía una conferencia para atender a su esposo cuando él la llamaba.
En 1883 la emperatriz decidió fundar una escuela para educar a niñas de la nobleza, la Kazoku Jogakkō (posteriormente fusionada con la Gakushūin ). Utako inicialmente no participó por motivos de salud de su esposo. Takeo murió en 1884 y Utako se dedicó de lleno a su trabajo como educadora convirtiéndose en maestra y subdirectora en la Girl Peers' School, donde enseñó ética y economía doméstica. También escribió libros de texto, comenzando con un libro de texto en japonés publicado en 1885. 

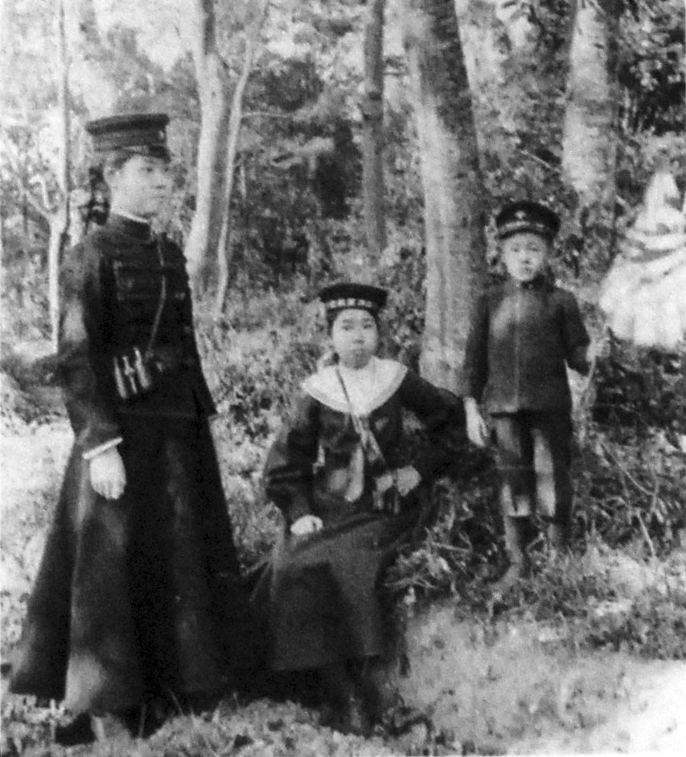
Kanemiya (izquierda) y Tsunemiya (derecha), vistiendo uniformes del ejército y la marina respectivamente.

En 1893 y 1894 se fue al extranjero para estudiar educación de mujeres nobles. Su interés en la educación de las mujeres la llevó a Europa (donde disfrutó de una audiencia con la reina Victoria) y Estados Unidos durante dos años, y regresó a Japón en 1895 con un inglés fluido y una serie de nuevas ideas para reformar la educación japonesa para mujeres. Desde 1896, fue tutora de dos hijas de la concubina imperial Sachiko Sono: Tsunemiya (la princesa Masako Takeda) y Kanemiya (Fusako Kitashirakawa). En 1899 fundó la Jissen Jogakkō, que más tarde se convertiría en la Universidad de Mujeres Jissen, para mujeres japonesas de clase media y estudiantes chinas de intercambio, y Joshi Kōgei Gakkō (escuela vocacional de artesanía para mujeres) para las clases bajas. En 1901 fundó la Aikoku Fujinkai, Asociación de Mujeres Patrióticas, y en 1907 dejó de trabajar con las clases altas para concentrarse en la educación de mujeres de clase media y baja.
Utako Shimoda pronunció discursos públicos, que a menudo se publicaron en revistas para mujeres. También escribió muchas biografías de mujeres, creyéndolas importantes para la educación moral de las mujeres. Entre ellas incluían las biografías de mujeres japonesas como la emperatriz Jingū y Ōbako, mujeres orientales como la madre de Mencius y mujeres occidentales como la princesa Alicia del Reino Unido, Catherine Gladstone, Hannah Duston, Dolley Madison, Eleanor de Toledo, Mary Ball Washington y Charlotte Corday. También ayudó a Asaoka Hajime a traducir el trabajo del educador renacentista François Fénelon sobre la educación de la mujer.
Su Jissen Jogakkō fue una de las primeras escuelas femeninas japonesas en recibir estudiantes chinas, al principio todas hijas de expatriados, pero a partir de 1903 también llegaron estudiantes de China para educarse allí. Ayudó a fundar Zhouxin She (Sociedad para la Renovación) en Shanghái, y sus obras se publicaron traducidas al mandarín en su revista Dalu (en chino: 大陸, romanizado: The Continent).

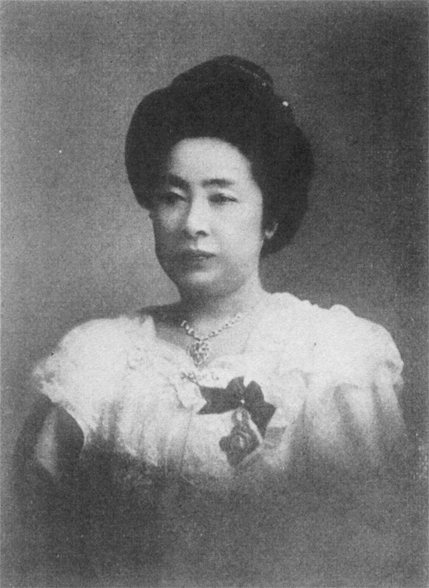
Utako Shimoda retratada en una historia escolar de Gakushūin publicada en 1935, el año anterior a su muerte.

En 1907, el periódico Heimin Shinbun publicó (durante 42 días) una serie de artículos llamada Yōfu Shimoda Utako (妖婦下田歌子 Enchantress Shimoda Utako?). Atacó a los políticos corruptos de derecha alegando que Shimoda Utako tuvo una relación sexual con Itō Hirobumi (un ex primer ministro), Yamagata Aritomo (otro ex primer ministro y líder militar).[cita requerida]) e Inoue Kaoru (un ministro del gabinete[cita requerida]). Los números que contienen la serie de artículos fueron prohibidos por el gobierno. También hubo rumores que la conectaban con el emperador y Kichisaburō Iino (un místico sintoísta políticamente poderoso). Los poderosos seguidores de Utako Shimoda no la defendieron públicamente, y en 1906 tuvo que dimitir como directora de la Academia de Mujeres Gakushūin, cediendo el liderazgo al director de la división masculina, Marusuke Nogi.
En 1990, Utako Shimoda fue el tema de la novela biográfica centrada en este escándalo, Mikado no onna (ミカドの淑女 The Emperor's Woman?), de la popular autora ganadora del Premio Naoki Mariko Hayashi.
La visión y el trabajo de Utako Shimoda contribuyeron en gran medida a modernizar y mejorar la educación de las mujeres en Japón (incluso es responsable del uniforme escolar estilo marinero para niñas), no solo en el ámbito de mejorar la mente, sino también en la educación física. Fue una de las primeras alumnas de Jigoro Kano, el fundador del judo moderno. Fundó tres escuelas para mujeres y escribió más de 80 libros. Murió de neumonía en 1936, a los 82 años.
El Instituto de Investigación Shimoda Utako para Mujeres lleva su nombre.

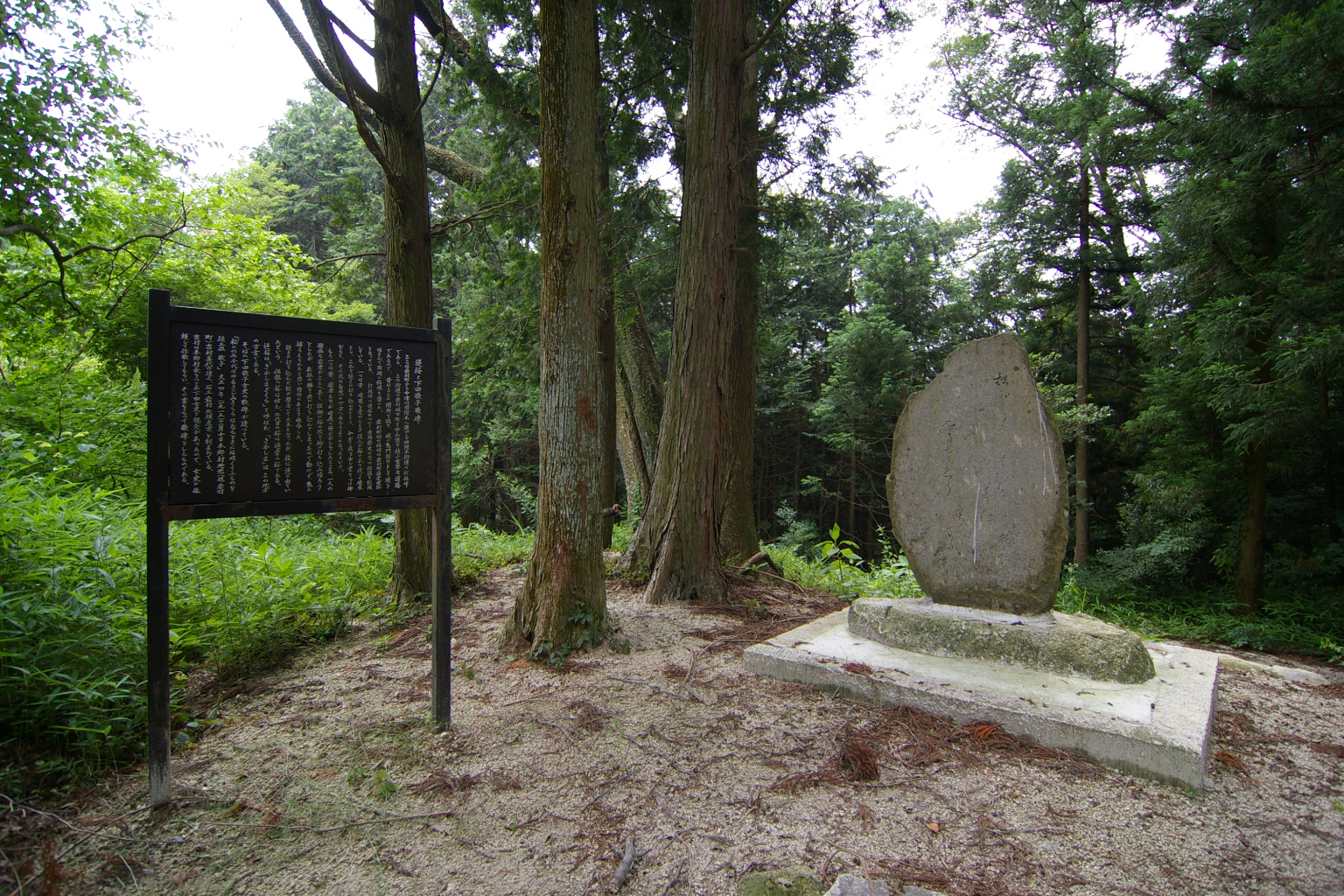
Un monumento cerca de su lugar de nacimiento.

## Enseñanzas y política
Políticamente, Shimoda Utako era realista y nacionalista; apoyó una política exterior colonial expansionista, sintiendo que era el destino divino de Japón llevar a Asia oriental a un nivel más alto de civilización y riqueza, ya alcanzado en Occidente. Ella advirtió y se opuso al imperialismo occidental. Si bien favorecía una educación nacionalista que infundiera patriotismo, juzgó que el patriotismo enseñado en Occidente era excesivo y demasiado vengativo, beligerante y orgulloso. Consideraba que las mujeres chinas y coreanas eran dōhō 同胞 (del mismo útero) que las mujeres japonesas, aunque no de la misma raza, e inferiores en educación, oportunidades y cultura "supersticiosa", sin inteligencia ni habilidades. Sus puntos de vista también han sido descritos como apoyo a la eugenesia. Se consideraba a sí misma una reformadora moderada, una Secchūha (折衷派?), y sentía que los aspectos de la cultura occidental deberían adoptarse selectivamente para fortalecer a Japón.
Shimoda Utako se opuso al sometimiento de las mujeres y su absoluta obediencia a los hombres; animó a las esposas a regañar a sus maridos si se comportaban de manera injusta o poco virtuosa, y a desarrollar el respeto por sí mismas y la dignidad. También dijo que las hijas tenían derecho a expresar una opinión sobre un matrimonio concertado.
Consideró que las culturas orientales degradaban a las mujeres y valoraban a los hombres, mientras que las occidentales hacían lo contrario. Le sorprendió lo amables que eran los hombres occidentales con sus esposas, y como atribuía muchas de las diferencias en la dinámica del matrimonio a la práctica de la monogamia en Occidente, esperaba que su introducción en Japón mejorara la condición de la mujer. Ella argumentó que las mujeres y los hombres tenían esferas y habilidades separadas. Consideraba que la esfera ideal de las mujeres era doméstica; deben ser esposas, madres y dueñas de sus casas. Abogó por que deberían controlar sus finanzas familiares y participar en trabajos sociales de caridad, pero reconoció que la necesidad financiera o el bien del país podría requerir que las mujeres trabajen fuera del hogar, en cuyo caso las guarderías eran valiosas. También apoyó a las mujeres que asumieron roles profesionales, como médico, periodista o enfermera (era admiradora de la epidemióloga Florence Nightingale). Consideró que dedicarse a la religión, el servicio público o un arte en el que uno tenía mucho talento era una alternativa aceptable al matrimonio y una razón para que las mujeres permanecieran solteras.
Shimoda Utako pensó que las mujeres deberían estudiar asuntos mundiales, geografía e historia, pero no involucrarse en política; se opuso al sufragio femenino. Fomentó el bilingüismo e hizo que sus alumnos aprendieran inglés y japonés.
Consideró que el estatus históricamente alto de la mujer en Japón había sido rebajado por el surgimiento del militarismo después del período Heian y las enseñanzas religiosas sobre la inferioridad de la mujer. Citó a Amaterasu, la antepasada femenina del linaje imperial, y otras historias japonesas tempranas, como evidencia del alto estatus de las mujeres japonesas en el pasado. Criticó el período de gobierno guerrero (que, según ella, duró siete siglos, desde finales del período Heian, en el siglo XII, hasta la Era Meiji, 1868 a 1912). Ella lo caracterizó como una época en la que la fuerza física se volvió de suma importancia y, por lo tanto, el estatus de la mujer se hundió hasta el punto de convertirse en "esclavas o posesiones materiales de los hombres". Consideró su papel restaurar el estatus históricamente alto de las mujeres japonesas y, por lo tanto, elevar la civilización japonesa.
Shimoda Utako señaló la baja estima en que la sociedad dirigida por guerreros había tenido habilidades y virtudes económicas, y atribuyó la mayor riqueza de las naciones occidentales a la falta de voluntad cultural de los japoneses para trabajar duro y administrar bien el dinero. Por otro lado, criticó a los occidentales como codiciosos. Dio una conferencia sobre la ventaja de la costumbre occidental del dinero de bolsillo y enseñó que la economía doméstica era la base de la riqueza de una nación.
Escribió dos biografías de la reina Victoria; consideró que el éxito del Imperio Británico se debió a las virtudes de Victoria. Shimoda Utako la elogió como una sabia esposa, madre y monarca, y describió su trabajo filantrópico y su insistencia en que sus hijos aprendieran la habilidad manual, el valor del trabajo y la simpatía y comprensión por los pobres.
Criticó las enseñanzas budistas japonesas tradicionales de que las mujeres eran demasiado pecadoras para ser salvadas. Criticó las enseñanzas confucianas de que las mujeres deben obedecer a sus padres, esposos e hijos, mientras que los hombres pueden o deben divorciarse de sus esposas bajo ciertas condiciones. Shimoda Utako consideraba que el cristianismo moderaba la naturaleza cruel y arrogante de los occidentales y que ir a la iglesia inculcaba la moralidad; para los japoneses abogó por la adhesión a una religión, cualquier religión que no entrara en conflicto con la política nacional (kokutai) o la lealtad al emperador de Japón, y usar los domingos para cultivar la virtud (por ejemplo, visitando tumbas o un santuario, o asistiendo a eventos morales). conferencias).
Shimoda Utako le dio un gran valor a la educación física y escribió: "Dado que las leyes de la biología dictan que una salud inferior va acompañada de cualidades morales inferiores e intelecto inferior, no debería tener que argumentar una vez más que necesitamos una gran reforma en este aspecto por el bien del futuro de nuestros ciudadanos japoneses". También consideró que la salud física era necesaria para un imperio colonial. Si bien consideraba que tanto los hombres como las mujeres en Japón eran menos saludables que en Occidente, juzgó que las mujeres estaban mucho peor, ya que estaban confinadas por costumbre en sus hogares y con prendas restrictivas. Ella abogó con éxito por la reforma del vestido. También se opuso al vendaje de pies chino, requiriendo que las estudiantes chinas que asistían a su escuela se desataran los pies.

## Uso de la hakama
A pesar de su influencia en muchas esferas intelectuales, a menudo se pasa por alto el papel de Shimoda Utako en el uso de la hakama. Como producto de la rápida occidentalización en la década de 1880, las estudiantes usaban ropa occidental como vestimenta escolar. Pero Utako Shimoda consideró que esto no era práctico y pensó que piezas como el corsé eran dañinas y restrictivas. De manera similar, si las escuelas adoptaran el kimono, también sería demasiado restrictivo, impidiendo que las estudiantes participen en actividades físicas Shimoda Utako tenía un problema que resolver: las alumnas necesitaban un uniforme que tocara la tradición japonesa, algo que alimentara la identidad japonesa pero que también encarnara la practicidad. Utako se basó en la hakama, que tradicionalmente usan los hombres, y diseñó una nueva versión inspirada en los uniformes de las damas de honor La nueva hakama se adoptó rápidamente en las escuelas urbanas de élite. Los pantalones anchos se convirtieron en un modelo de vestimenta racional para todas las mujeres. Esto reforzó un sentido de seriedad para las mujeres japonesas en la educación en un momento en que la participación femenina en el mundo académico era muy cuestionada. Aunque los pantalones finalmente se eliminaron gradualmente para dar paso a las tendencias cambiantes y los nuevos diseños de uniformes, las estudiantes todavía usan hakama como tradición en las ceremonias de graduación.

## Escuelas y organizaciones
Shimoda Utako estuvo involucrada en roles de liderazgo en numerosas escuelas:
- Kazoku Jogakkō 華族女學校 (later part of the Gakushūin 學習院)
- Jissen Jogakkō 實踐女學校 (as founder)
- Joshi Kōgei Gakkō 女子工藝學校 (as founder)
- Junshin Jogakkō 順心女學校
- Ōmi Joshi Jitsumu Gakkō 淡海女子實務學校
- Meitoku Jogakkō 明徳女學校
- Aikoku Yakan Jogakkō 愛國夜間女學校

También participó en diversos grupos de la sociedad civil:
- Aikoku Fujinkai 愛國婦人會 (como fundadora)[2]
- Zhouxin She 作新社, Shanghái, 1901[2]
- Unión Cristiana de mujeres cristianas por la templanza[3]

## Publicaciones Seleccionadas
- Stories of Exemplary Girls of Japan (Naikoku Shōjo Kagami 内國少女鑑?) (1901)[2]
- Stories of Exemplary Girls of Foreign Lands (Gaikoku Shōjo Kagami 外國少女鑑?) (1902)[2]
- Good Wives and Wise Mothers (Ryōsai to kenbo 良妻と賢母?) (1912)[2][3]
- A Practical Guide to Household Chores: Hygiene and Economy (家事実修法：衛生経済?)[3]

## Otras lecturas
- La Biblioteca Nacional de la Dieta de Japón tiene muchas de las obras de Utako Shimoda en sus colecciones digitales.
- Shimoda Utako chosakushū shiryōhen [Las obras completas de Shimoda Utako], Itagaki Hiroko ed. (contiene la mayoría de sus contribuciones a la revista).

- Datos: Q7902558
- Multimedia: Shimoda Utako / Q7902558